# Mimosa laxiflora
Mimosa laxiflora är en ärtväxtart som beskrevs av George Bentham. Mimosa laxiflora ingår i släktet mimosor, och familjen ärtväxter. Inga underarter finns listade i Catalogue of Life.